# 穆拉诺玻璃博物馆

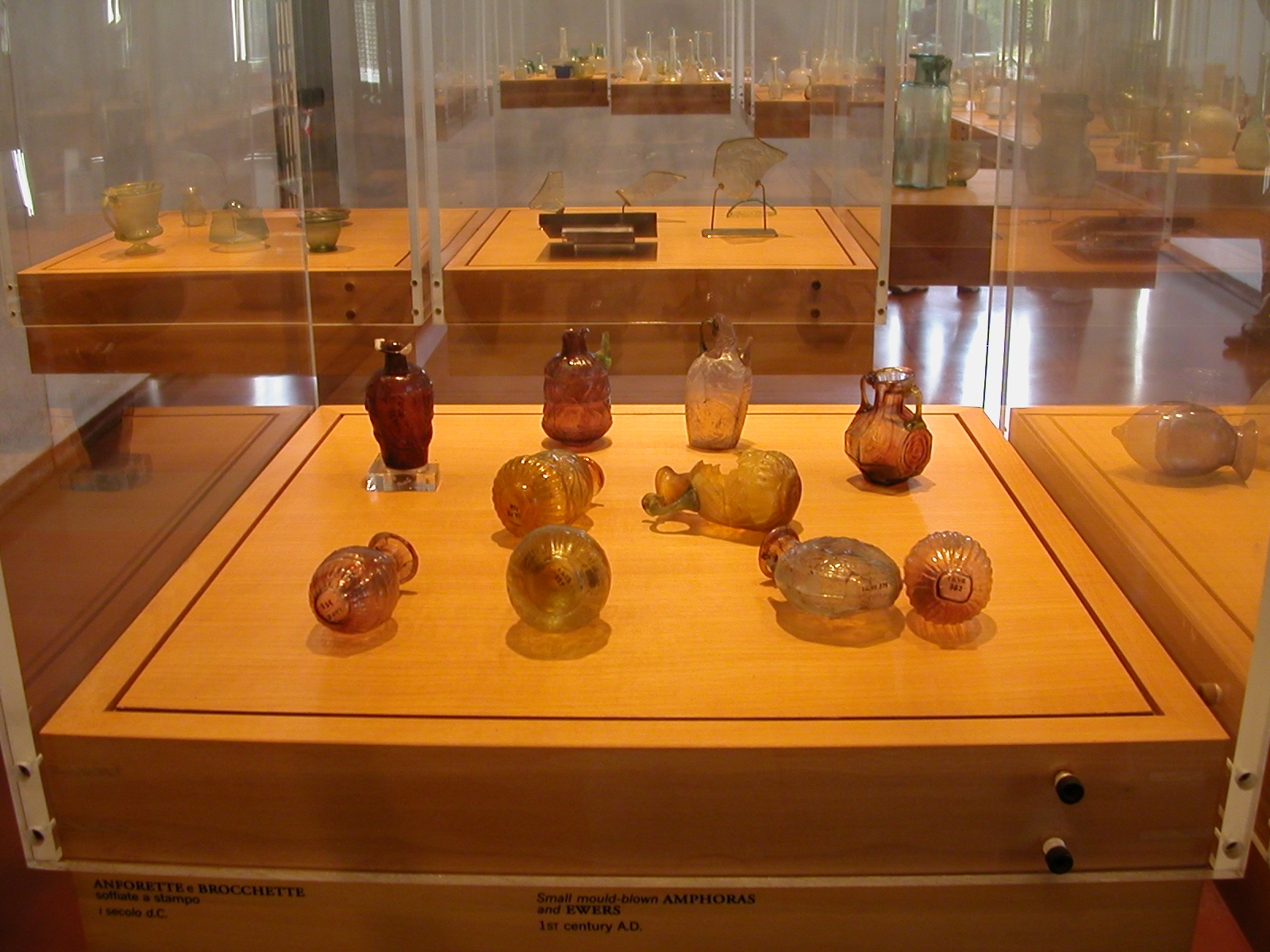

穆拉诺玻璃博物馆（義大利語：Museo del Vetro）是一座关于玻璃的博物馆，位于意大利威尼斯的穆拉诺岛，靠近“博物馆”水上巴士站。

## 历史
玻璃博物馆设于历史建筑Palazzo Giustinian内。该建筑为哥特式风格，原为贵族宫殿，1659年成为Marco Giustinian主教的住所，后来他将其买下，并捐赠给托尔切罗教区。
玻璃博物馆创立于1861年。